# Hirtshals Havn

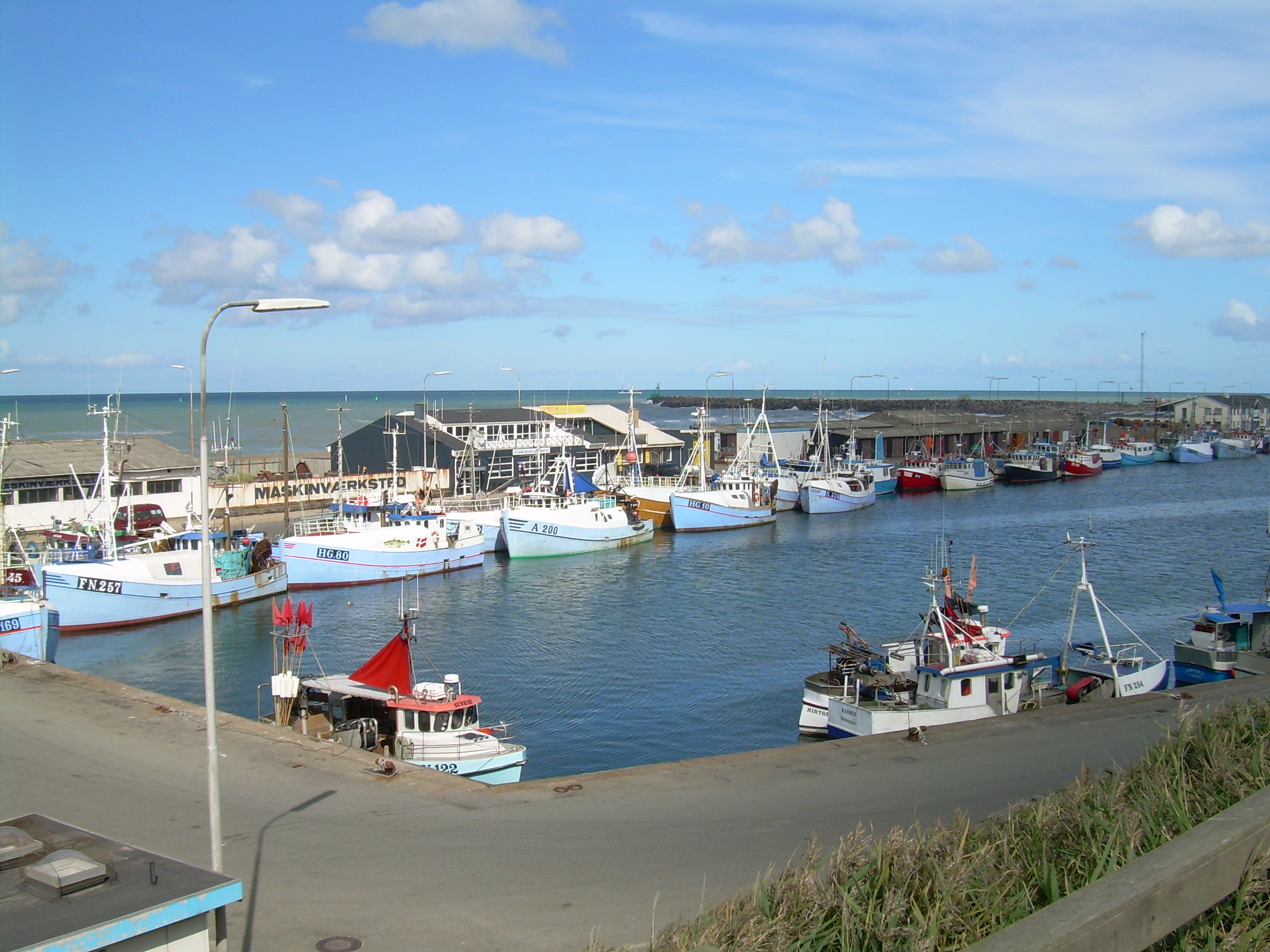
Fischereihafen

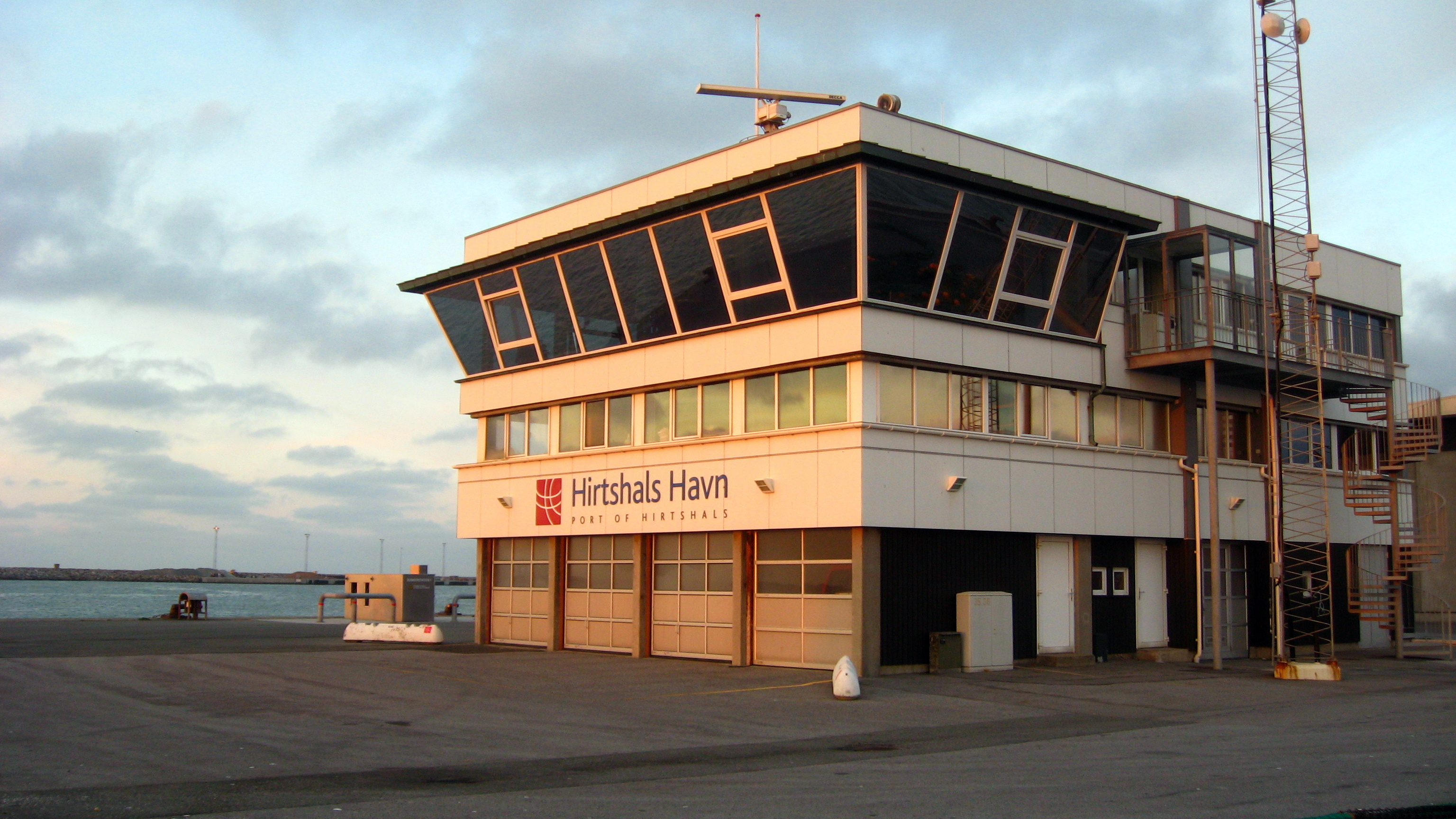
Hirtshals Havn

Der Hafen von Hirtshals (dänisch: Hirtshals Havn) liegt zwischen der Jammerbucht und der Tannisbucht. Er gehört zu den größten Fischereihäfen Dänemarks. Als der Hafen von 1919 bis 1930 gebaut wurde, war er der erste dänische Hafen, dessen Lage der offenen Nordsee zugewandt war.
Der Hafen wird seit 2001 in kommunaler Selbstverwaltung betrieben. Er hat eine Kailänge von 4,7 Kilometer und eine Fläche von rund 1.100.000 m², wovon 310.000 m² vermietet sind. Die sieben, bis zu 10,5 Meter tiefen Hafenbecken verteilen sich auf 465.000 m² Wasserfläche. Die Hafenverwaltung gibt für 2016 einen Umsatz von 76,6 Millionen Dänische Kronen an. Der Güterumschlag erreichte 2016 1,8 Millionen Tonnen. In dem Jahr bewegte der Hafen 169.000 LKWs, 735.000 PKWs und wurde von 2,4 Millionen Passagieren benutzt. Von den 2700 Arbeitsplätzen, die der Hafen in der Region Nordjylland schafft, wird der größte Teil den Kerngeschäften Transport und Fischerei zugeschrieben.

## Geschichte

### Vorgeschichte
Als Anfang des 19. Jahrhunderts die Idee aufkam, einen Hafen an der Westküste Vendsyssels zu errichten, stand zunächst nicht die Fischerei im Vordergrund. Vielmehr bestand der Wunsch, Post nach Norwegen direkt und ohne Umweg über Schweden befördern zu können. Kleine Schiffe, die bisher im Handelsverkehr zwischen Vendsyssel und Südnorwegen eingesetzt wurden, sollten als Postboote dienen; dafür war ein eisfreier Hafen wünschenswert. Prinzregent Friedrich VI. gab 1805 allerdings dem heutigen Frederikshavn an der Ostküste Vendsyssels den Vorrang.
Als in den 1880er Jahren erneut Pläne aufkamen, einen Hafen an der Westküste zu bauen, wurden große Chancen für den Fischexport gesehen. Im Jahre 1883 schrieb die Zeitung Vendsyssel Tidende, dass Hirtshals durch seine Lage einer der größten Fischereihäfen Europas werden könnte. Aber erst 1914 wurde eine staatliche Kommission eingerichtet und 1917 ein Gesetz verabschiedet, um den Bau eines Hafens in Hirtshals voranzutreiben. Den Bau zwischen 1919 und 1930 leitete Ingenieur Jørgen Fibiger.

### Anfangsjahre
Der 1. Dezember 1929 gilt als Eröffnungsdatum, da an diesem Tag erstmals Gebühren für das Anlanden von Fisch erhoben wurden. In den ersten Jahren wuchsen die Hafenaktivitäten nur langsam, vor allem weil England und das Deutsche Reich mit Einfuhrzöllen und -quoten den dänischen Fischexport begrenzten. Umso erwartungsvoller stand die Bevölkerung der 1937 eingerichteten Fährverbindung zum norwegischen Kristiansand gegenüber.
Während der deutschen Besatzung Dänemarks im Zweiten Weltkrieg war die Fischerei einigen Behinderungen ausgesetzt. So legten die Deutschen einen Minengürtel in der Nordsee aus und begrenzten die Fischfanggebiete. Der Mangel an Gerätschaften und die Rationierung von Öl schafften weitere Probleme. Auf der anderen Seite stieg aufgrund des Krieges die Nachfrage nach Fisch in Deutschland, was allein im Zeitraum von 1939 bis 1941 zu einer Vervierfachung der Einnahmen führte. Als die Deutschen im März 1943 sämtliche Hanstholmer Fischerfamilien nach Hirtshals evakuierten, weil die Besatzer Hanstholm zu einer Hauptfestung des Atlantikwalls ausbauten, bedeutete das einen weiteren Zuwachs für den Hafen von Hirtshals. Die Häuser von 31 Familien wurden zwar zwangsenteignet, die Entschädigungen konnten jedoch in neue Fischkutter investiert werden.

### Nachkriegsjahre bis Ende der 1970er
Nach dem Krieg verschwand die traditionelle Snurrevodsfiskeri, eine speziell dänische Art der Schleppnetzfischerei, mit der in der Region Schollen gefangen wurden. Zudem wurde der Absatz von Fisch nach England mühsamer, ins zerstörte Deutschland kam er ganz zum Stehen. Das führte dazu, dass die Fischerei unter anderem auf Hering und Heringshai umgestellt wurde. Gleichzeitig mit dem zunehmenden Verkauf an alliierte Truppen in Deutschland entstanden erste Filetierfabriken in der Stadt.
Dank der Heringsfischerei und ihrer Verarbeitung entwickelte sich Hirtshals zu einem der wichtigsten Fischereihäfen Nordeuropas. Vor allem ab Ende der 1950er bis Anfang der 1970er Jahre konnte die Fischerei, der Hafen und die Stadt ein kräftiges Wachstum verzeichnen. Mit neu erworbenen Stahltrawlern wurden in den 1960er Jahren jährlich zwischen 15.000 und 25.000 Tonnen Fisch gefangen. Dabei fielen im nahezu gesamten Zeitraum von 1949 bis 1977 die Anlandungen ausländischer Heringsfischer größer aus als die der dänischen. Insbesondere schwedische Fischer nutzten Hirtshals als Hafen, weil er näher am mitteleuropäischen Absatzmarkt für Heringe lag.
Bis um 1960 die ersten Maschinen zur Filetierung von Heringen eintrafen, wurden die Fische noch per Hand verarbeitet. Durch die Maschinen konnte die Produktion gesteigert und die Preise stabil gehalten werden. Ein Nebeneffekt der Heringsindustrie war die Verwendung von Abfallprodukten. Etwa die Hälfte der Heringsmassen, die beim Filetieren als Abfall entfielen, wurden zu Fischmehl weiterverarbeitet. Neben den zwei der 1954 gegründeten Fischmehlfabriken kamen in den 1960er Jahren noch drei weitere dazu.
Zusammen mit Skagen deckte Hirtshals Anfang der 1970er Jahre fast den gesamten europäischen Markt für Heringsfilets ab. Doch bereits Ende der 1960er Jahre zeichneten sich die Folgen einer Überfischung ab, die auch Hirtshals trafen. Noch vor dem vorläufigen Aus für die Heringsfischerei in der Nordsee im Jahr 1977 wurde die Fischerei auf Makrelen verlagert, weshalb die örtliche Fischindustrie ihre Produktion von Herings- auf Makrelenfilet umstellen musste.

### 1980er Jahre bis heute
Seit Ende der 1970er Jahre nahmen die Aktivitäten im Hafen ab, auch wenn für kurze Zeit große Hoffnungen in die Schollenfischerei gesetzt wurden. Waren im Jahr 1975 noch 840 Fischer im Hafen tätig, so ging deren Zahl bis 2001 auf 390 zurück. Auch die Größe der Fischereiflotte halbierte sich in diesem Zeitraum. Dafür kehrten in den 1990er Jahren die Heringe zurück. Sie zählten neben den Makrelen zu den wichtigsten Speisefischen, von denen jährlich zwischen 80.000 und 120.000 Tonnen gefangen wurden.
In der Nacht zum 1. Dezember 1981 ging vor Hirtshals das Rettungsboot RF 2 unter. An das Unglück, bei dem drei Fischer und sechs Besatzungsmitglieder umkamen, erinnert heute ein Denkmal im Hafen.
Anfang der 1980er Jahre eröffnete das Fischereiforschungszentrum Nordsøcentret (heute Nordsøen Forskerpark), das verschiedene staatliche und private Forschungsinstitutionen beherbergt. In dem Zentrum werden Fischbestände untersucht, Fischereigeräte entwickelt und Fischprodukte verbessert. Bestandteil der Einrichtung ist das Nordsee-Ozeanarium, das 1984 als „Nordseemuseum“ eröffnet wurde und der Öffentlichkeit einen Einblick in die Fauna der Nordsee gewährt. 1998 wurde zu diesem Zweck ein Aquarium eingeweiht, welches mit 4,5 Millionen Liter Wasser das größte seiner Art in Europa ist.
Später beschäftigte sich das Forschungszentrum mit der Fischzucht, die für die hiesige Fischindustrie zunehmend an Bedeutung gewann. Große Mengen an Lachs vor allem aus Norwegen und den Färöern werden heute in Hirtshals gesalzen, geräuchert und verpackt, bevor sie weiter exportiert werden. Auch andere Fischarten, Garnelen und Schalentiere werden in Kühlcontainern nach Hirtshals gebracht, um dort in den Fabriken weiterverarbeitet zu werden. So waren um das Jahr 2000 rund 900 Menschen in der Fischindustrie beschäftigt.

## Fährhafen

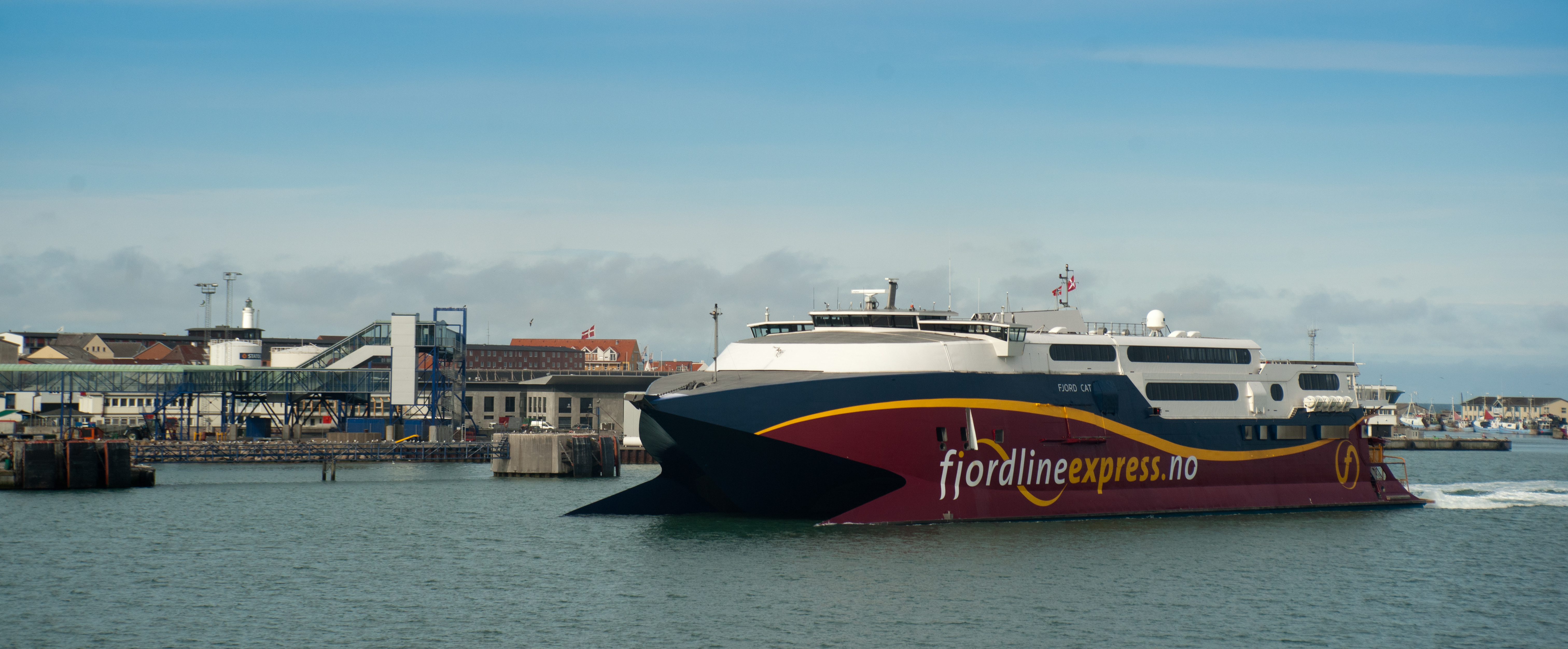
Schnellfähre der Reederei Fjord Line im Hafen von Hirtshals

Neben der Funktion als Fischerei- und Yachthafen dient der Standort auch als wichtiger Fährhafen, von dem aus mit der Reederei Color Line die norwegischen Städte Kristiansand und Larvik angelaufen werden. Zudem verkehren Schiffe der Fjord Line nach Stavanger, Bergen und im Sommer ebenfalls nach Kristiansand. Seit Anfang Oktober 2010 teilt sich Fjord Line den Fährterminal im Osthafen mit der Smyril Line, die mit ihrer Autofähre Norröna Tórshavn auf den Färöern und Seyðisfjörður auf Island anläuft. Hirtshals löste damit Esbjerg und Hanstholm als Verkehrshafen zu den Färöern ab, was die Smyril-Line mit einer verkürzten Fahrtzeit begründet, die gegenüber der winterlichen Route über Esbjerg um drei Stunden niedriger liegt. Auf der anderen Seite ist Hirtshals vor allem gegenüber Hanstholm besser an das Verkehrsnetz angebunden – sowohl in den Süden über den Hirtshalsmotorvejen, das dänische Teilstück der Europastraße 39 nach Aalborg, als auch in den Norden über die Fährverbindungen nach Norwegen. Für den Hafendirektor Jens Kirketerp Jensen dokumentiert der Beschluss der Smyril Line die zentrale Rolle des Hirtshalser Hafens als Drehscheibe für den RoRo-Schiffsverkehr in Nordeuropa.